# Hypoceromys albisetosa
Hypoceromys albisetosa är en tvåvingeart som beskrevs av Lindner 1935. Hypoceromys albisetosa ingår i släktet Hypoceromys och familjen vapenflugor. Inga underarter finns listade i Catalogue of Life.